# مارتينث (آبلة)
بلدية مارتينث (بالإسبانية: Martínez) هي بلدية تقع في مقاطعة آبلة التابعة لمنطقة قشتالة وليون وسط إسبانيا.

## الديموغرافيا
بلغ عدد سكان بلدية مارتينث 156 نسمة عام 2011 (وفقاً للمعهد الوطني للإحصاء الإسباني).
| 255 | 245 | 226 | 190 | 178 | 169 | 156 |